# Норбит
„Норбит“ (на английски: Norbit) е американска комедия от 2007 г. на режисьора Брайън Робинс, с участието на Еди Мърфи. Във филма участват Танди Нютън, Тери Крюс, Куба Гудинг Джуниър, Еди Грифин, Кат Уилямс, Марлон Уейънс и Чарли Мърфи. Филмът е пуснат от DreamWorks Pictures и Paramount Pictures на 9 февруари 2007 г.
Филмът има успех в боксофиса, като печели 159 милиона щатски долара в световен мащаб срещу производствен бюджет от 60 милиона. Получава негативни отзиви от критиците. Филмът е номиниран за осем награди „Златна малинка“, както и номинация „Оскар“ за най-добър грим.

## Актьорски състав
| Актьор               | Роля |
| -------------------- | --- |
| Еди Мърфи            | Норбит Албърт Райс Тлъстуша Латимор, злата съпруга на Норбит Господин Уонг, собственик на сиропиталище „Златното фиде“ |
| Танди Нютън          | Кейт Томас, най-добрата приятелка на Норбит                                                                            |
| Тери Крюс            | Черният Джак Латимор, един от братята на Тлъстуша                                                                      |
| Лестър „Раста“ Спейт | Блу Латимор, вторият от братята на Тлъстуша                                                                            |
| Клифтън Пауъл        | Ърл Латимор, третият от братята на Тлъстуша                                                                            |
| Куба Гудинг Джуниър  | Дион Хюс, годеник на Кейт                                                                                              |
| Еди Грифин           | Исусе Мили, бивш сводник и приятел на Норбит                                                                           |
| Кат Уилямс           | Боже Милостиви, един от приятелите на Норбит и помощник на Исусе Мили.                                                 |
| Антъни Ръсел         | Сам Джовани, италианския собственик на ресторант „Джовани“                                                             |
| Флойд Левайн         | Ейб, шивач |
| Пат Крофърд Браун    | Госпожа Хендерсън, възрастна жена                                                                                      |
| Джанет Милър         | Госпожа Колман, възрастна жена и съседка на Норбит и Тлъстуша                                                          |
| Майкъл Колияр        | Морис, бръснар |
| Марлон Уейънс        | Бъстър Пъркин |
| Ричард Гант          | Преподобният |
| Алексис Рий          | Госпожа Линг-Линг Уонг, съпруга на г-н Уонг                                                                            |
| Мариан Мюлерлайл     | Хелга |
| Кристен Шаал         | Организатор на събития                                                                                                 |
| Чарли Мърфи          | Гласът на кучето Флойд                                                                                                 |
| Камани Грифин        | Норбит на 5 години |
| Чайна Андерсън       | Кейт на 5 години |
| Остин Рийд           | Норбит на 10 години |
| Джонатан Робинсън    | Норбит на 17 години |
| Линдзи Симс-Люис     | Тлъстуша на 10 години                                                                                                  |
| Лола Ст. Вил         | Тлъстуша на 17 години                                                                                                  |

## Саундтрак
Саундтракът за „Норбит“ е пуснат на 6 февруари 2007 г. от Lakeshore Records.
1. Standing in the Safety Zone – The Fairfield Four (2:41)
2. It's Goin' Down – Юнг Джок (4:03)
3. You Did – Кейт Ърл и The Designated Hitters (2:26)
4. Sexual Healing – Марвин Гей
5. I Only Want to Be with You – Дъсти Спрингфийлд (2:37)
6. Milkshake – Келис (3:04)
7. Shoppin' for Clothes – The Coasters (2:58)
8. Walk It Out – Unk (2:54)
9. Looking for You – Кърк Франклин (4:06)
10. Sweet Honey – Slightly Stoopid (3:52)
11. The Hands of Time – Perfect Circle (6:19)
12. Young Norbit – Дейвид Нюман (3:33)
13. Queen of Whores – Дейвид Нюман (:46)
14. Kate Returns/Tuesday, Tuesday – Дейвид Нюман (3:24)
15. Norbit Sneaks Out – Дейвид Нюман (:33)
16. Rasputia's Fury – Дейвид Нюман (1:44)
17. Norbit and Kate – Дейвид Нюман (:55)

Някои от песните са използвани във филма, които не се появяват в саундтрак албума, в ред на поява:
- You Are the Woman, изпълнява се от Firefall
- (Your Love Keeps Lifting Me) Higher and Higher, изпълнява се от Джаки Уилсън
- Dem Jeans, изпълнява се от Чинги
- Chain Hang Low, изпълнява се от Джибс
- Don't Cha, изпълнява се от Пусикет Долс
- Ride of the Valkyries от Рихард Вагнер
- Temperature, изпълнява се от Шон Пол

Песента Tonight, I Celebrate My Love е изпята в сватбеното парти на Норбит и Тлъстуша, но не се появява в саундтрак албума.

## Домашна употреба
„Норбит“ е издаден на Blu-ray диск, DVD и HD DVD на 5 юни 2007 г.

## В България
В България филмът е пуснат по кината на 23 март 2007 г. от „Съни Филмс“.
На 12 октомври 2009 г. е пуснат на DVD от Прооптики България.
На 29 май 2010 г. е излъчен по Нова телевизия с разписание събота от 20:00 ч. Дублажът е на „Арс Диджитал Студио“. Екипът се състои от:
| Преводач            | Захари Генчев                                                                |
| Тонрежисьор         | Михаил Михайлов                                                              |
| Режисьор на дублажа | Ралица Ботева                                                                |
| Озвучаващи артисти  | Елена Русалиева Силвия Русинова Иван Танев Александър Митрев Димитър Иванчев |